# FeTRAM
FeTRAM (ferroelectric transistor random access memory) är en ny typ av minnen som förväntas få en användning som minne i datorer. Minnestypen, som liknar FeRAM, är snabb, strömsnål och kommer ihåg sitt innehåll även om strömmen stängs av.